# William Hooker (Musiker)
William Hooker (* 18. Juni 1946 in New Britain (Connecticut)) ist ein amerikanischer Schlagzeuger und Komponist des Avantgarde und Creative Jazz.
William Hooker gilt als Veteran der New Yorker Jazzszene und gehörte mit Sunny Murray, Andrew Cyrille Milford Graves und Rashied Ali zu der Generation von Avantgarde-Jazz-Drummern, die das Schlagzeugspiel ab Mitte der 1960er und in den 1970er Jahren prägten.
Zu Beginn seiner Karriere spielte er u. a. mit den Isley Brothers und Dionne Warwick. Nach New York City ging er Mitte der 1970er Jahre, wo er in der sogenannten „Loft scene“ mit führenden Free-Jazz-Musikern spielte. In den 1980er Jahren entstanden nur wenige Aufnahmen, darunter sein Poem Lifeline, u. a. mit dem Posaunisten Masahiko Kono, dem Saxophonisten Claude Lawrence und dem Bassisten William Parker.
Seine Musik ist eine Verbindung von Noise Rock und freier Improvisation. Er arbeitete außerdem mit Billy Bang, Glenn Spearman, Christian Marclay, Tomaas Proitsis, DJ Olive, Glen Hall und den Sonic-Youth-Gründern Thurston Moore (auf dem Album Shamballa, 1993) und Lee Ranaldo (auf Envisioning, 1994) zusammen.

## Diskographische Hinweise
- 1989 – The Firmament / Fury (Silkheart)
- 1992 – Crossing Points (NoBusiness) mit Thomas Chapin
- 1993 – Shamballa (Knitting Factory|Knitting Factory Works) mit Elliott Sharp und Thurston Moore
- 1995 – Joy (Within!) (Silkheart, 1994–95) mit Billy Bang
- 1995 – Armageddon (Homestead)
- 1996 – Great Sunset (Warm-A-Brisk)
- 2013 – Channels of Consciousness (NoBusiness), mit Adam Lane, Dave Ross, Chris DiMeglio
- 2013 – Heart of the Sun, mit Roy Campbell
- 2014 – Live at Vilnius Jazz Festival, mit Liudas Mockūnas
- 2018 – William Hooker Trio mit Ava Mendoza & Damon Smith: Remembering (Astral Spirits)
- 2019 – Earth’s Orbit (NoBusiness), mit Darius Jones, Adam Lane, Damon Smith, Aaron Bennett, Weasel Walter
- 2025 – Isaiah Collier, William Parker & William Hooker: The Ancients